# Louis de la Corne
Louis de la Corne, Chevalier de la Corne (Kingston, 6 giugno 1703 – Isola del Capo Bretone, 15 novembre 1761), è stato un militare francese.

## Biografia
Louis de la Corne nacque nel 1703 a Fort Frontenac, nella porzione di Nordamerica sotto dominazione francese. Figlio di Jean-Louis de La Corne de Chaptes e di Marie Pécaudy de Contrecœur, venne battezzato a Montréal nel 1704. Iniziò la carriera militare nel 1722 come guardiamarina di seconda classe. Cinque anni più tardi ottenne la promozione di guardiamarina di prima classe. Si sposò nel 1728 con Marie-Anne Hubert de Lacroix. Dopo il matrimonio, sebbene non avesse abbandonato la carriera militare, iniziò la sua attività nel lucroso traffico di pellicce. In seguito, come militare ottenne delle promozioni: nel 1738 divenne tenente e nel 1744 capitano. Nel 1747, in Acadia, era comandante in seconda di circa trecento truppe, formate da francesi e amerindiani, sotto la direzione di Nicolas-Antoine Coulon de Villiers, le quali vennero attaccati da un distaccamento britannico. De Villiers venne ferito all'inizio della battaglia, così de la Corne, diventato comandante, riuscì a prendere in mano la situazione e riuscì a sconfiggere gli inglesi. Per questa azione eroica, La Corne venne premiato con la Croce di San Luigi. In seguito fu ancora impegnato in azioni militari. Nel 1752 La Corne divenne comandante del poste de l'Ouest. Durante il suo servizio a ovest, La Corne fu attivo nel miglioramento e nella costruzione di forti (Fort Paskoya e Fort de la Corne) e nell'esplorazione. Nel 1755 La Corne tornò a est e fu impegnato nella guerra franco-indiana, avendo il compito di pattugliare, via acqua, la zona tra Montreal e il Lago Ontario. Doveva venire riportato in Francia, ma fu vittima di un naufragio.